# Гори море (албум)
Гори море је деби студијски албум српског фолк певача Жељка Шашића, издат 1994. године за Лаки саунд. Објављен је у сарадњи са Фута бендом. На албуму су радили Зоран Тутуновић, Срђан Чолић, Марина Туцаковић и Фута Радуловић. На албуму се налази дует са Цецом.

## Списак песама
| №   | Назив                    | Трајање |  |
| 1.  | Гори море                | 3:03    |  |
| 2.  | Солитер                  | 2:49    |  |
| 3.  | Вежите ми руке           | 3:53    |  |
| 4.  | Црна жено                | 2:59    |  |
| 5.  | Сузе бола                | 3:41    |  |
| 6.  | Ко на грани јабука       | 3:55    |  |
| 7.  | Реци Србијо              | 2:50    |  |
| 8.  | А тебе нема              | 2:48    |  |
| 9.  | Има дана и кафана        | 4:06    |  |
| 10. | Гори море (инструментал) | 3:03    |  |